# Leonor de Castela, Princesa das Astúrias

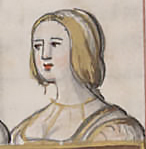

Leonor de Castela (10 de setembro de 1423 - 22 de agosto de 1425) foi herdeira presuntiva do trono da Coroa de Castela e Princesa das Astúrias de 1424 até poucos meses antes de sua morte.
Leonor nasceu uma infanta de Castela. Ela foi a segunda filha do rei João II de Castela e sua primeira esposa, Maria de Aragão. A irmã mais velha de Leonor, Catarina, Princesa das Astúrias, morreu sete dias depois do primeiro aniversário de Leonor. Assim, a infanta de um ano tornou-se herdeira presuntiva do trono. Seu pai a reconheceu como sucessora do reino e como princesa das Astúrias pelas Cortes de Valladolid, pouco depois do funeral de sua irmã. A nova princesa das Astúrias foi homenageada na presença de seu pai, o rei, na cidade de Burgos.
A princesa Leonor manteve este título e status por apenas dois meses. Em 5 de janeiro de 1425, ela foi despojada de seus títulos pelo nascimento de um irmão, o futuro rei Henrique IV de Castela. Leonor morreu no mesmo ano perto do mosteiro cisterciense em La Espina. Ela foi enterrada lá, perto do altar.